# Hylarana montivaga
Hylarana montivaga là một loài ếch trong chi Hylarana. Nó được tìm thấy ở Thái Lan, Việt Nam, có thể có ở Campuchia và Lào.
Các môi trường sống tự nhiên của chúng là các khu rừng ẩm ướt đất thấp nhiệt đới hoặc cận nhiệt đới, các khu rừng vùng núi ẩm nhiệt đới hoặc cận nhiệt đới, và sông. Loài này đang bị đe dọa do mất môi trường sống.

## Hình ảnh

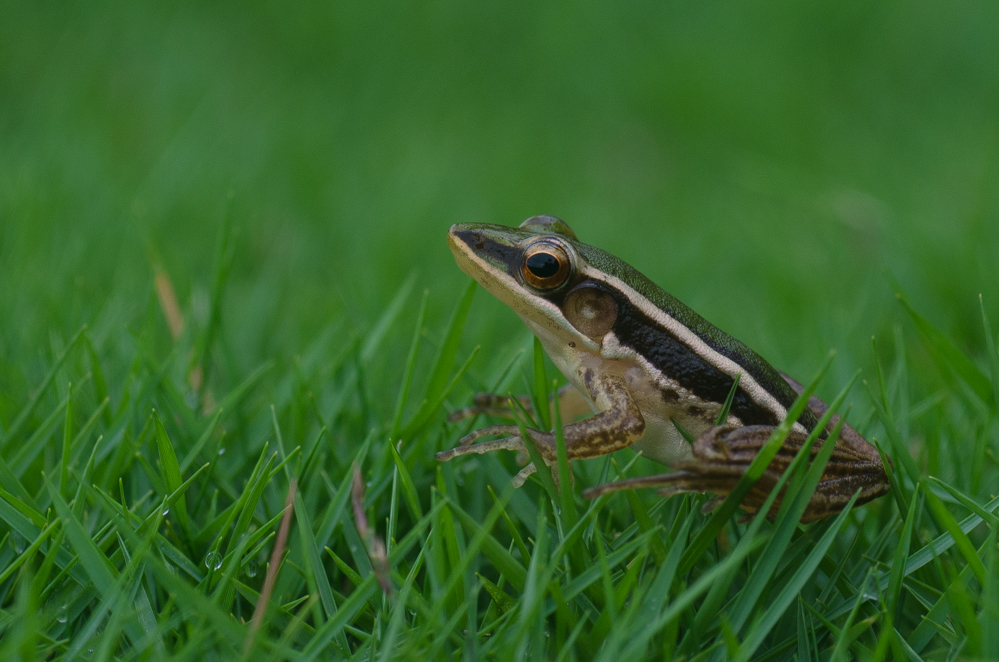